# Schweewarden
Schweewarden ist im Bereich Äußere Stadt ein Stadtteil der Gemeinde Nordenham im Landkreis Wesermarsch.

## Geschichte
Schweewarden war im Mittelalter ein Wurtendorf auf einer Dorfwurt. Die Bauerschaft westlich von Blexen erhielt 1760 den Oldenburger Bauerbrief. 1900 wurde die Volksschule gebaut.

Der Namensbestandteil -warden bezieht sich auf die Dorfwurt.

## Bauwerke
Siehe auch Liste der Baudenkmale in Nordenham
- Das Wohnhaus Burhaver Straße 288 ist denkmalgeschützt.